# Mohylewskie Zakłady Mięsne
Mohylewskie Zakłady Mięsne (biał. ОАО "Могилевский мясокомбинат") – zakłady mięsne zlokalizowane w Mohylewie na Białorusi przy prospekcie Dimitrowa 11. Jedno z największych przedsiębiorstw przemysłu mięsnego na Białorusi.

## Historia
W 1905 roku powstała rzeźnia miejska w Mohylewie. Wszystkie procesy przetwarzania bydła i produktów uboju odbywały się wówczas ręcznie. Przedsiębiorstwo nie miało dostępu do ciepłej wody, prądu i nie było wyposażone w chłodnie. Przerób zwierząt nie przekraczał 20 sztuk dziennie. W 1913 roku przedsiębiorstwo zostało przebudowane i wyposażone w chłodnię lodowo-solną, zwiększono jego wydajność do 5 ton mięsa dziennie.
W 1922 r. powstała wędliniarnia o wydajności do 1 tony wyrobów na zmianę. W okresie przedwojennych planów pięcioletnich przedsiębiorstwo stale zwiększało produkcję i w 1940 r. przerabiało 10 ton mięsa i produkowało 2 tony wędlin na zmianę. W czasie II wojny światowej zakład został całkowicie zniszczony.
Po wyzwoleniu Mohylewa w czerwcu 1944 r. rozpoczęto odbudowę przedsiębiorstwa. W latach 1950–1953 wybudowano i oddano do użytku nowe hale produkcyjne o wydajności 20 ton mięsa, 4 ton wędlin i 5 ton mięsa drobiowego. Wybudowano chłodnię o wydajności 20 ton mięsa na dobę i 1000 ton jednoczesnego składowania.
W latach 1966–1970 dokonano rozbudowy przedsiębiorstwa. W wyniku przebudowy pojemność chłodni zwiększono 3-krotnie i wyniosła 100 ton mrożenia na dobę i 3000 ton jednoczesnego przechowywania. W latach 1969–1970 przeprowadzono przebudowę i rozbudowę wędliniarni, w wyniku której zwiększyła się jej wydajność z 8 do 12 ton wyrobów wędliniarskich na zmianę.
Za pomyślne wykonanie zadań planu pięcioletniego i osiągnięcie wysokich wskaźników techniczno-ekonomicznych dekretem Prezydium Rady Najwyższej ZSRR z dnia 6 stycznia 1971 r. Mohylewski Kombinat Mięsny otrzymał Order Czerwonego Sztandaru Pracy.
W okresie 1971–1975 kombinat produkował dziennie 160–170 ton mięsa, w tym 7 ton mięsa drobiowego, 40 ton wyrobów wędliniarskich, 3 tony pielmieni, 15 ton półproduktów, 8 ton suchej paszy i 7 ton jadalnych tłuszczów wytopionych.
W okresie 1978–1983 zakład produkował dziennie ponad 300 ton 156 rodzajów artykułów spożywczych i technicznych. Firma zatrudniała 1,5 tysiąca pracowników. Powierzchnia przedsiębiorstwa wynosiła 27 hektarów. 
Na początku lat 90. XX w. w Mohylewskim zakładzie mięsnym rocznie produkowano 12 tysięcy ton wędlin, 23 tysiące ton wołowiny, 14 tysięcy ton wieprzowiny, 8 tysięcy ton półproduktów mięsnych, 2 tysiące ton pakowanego mięsa. W tym samym czasie liczba pracowników wynosiła 1,5 tysiąca osób.
W 2017 roku Zakłady były jedynym przedsiębiorstwem na Białorusi, którego asortyment obejmował linię produktów dla dzieci. W 2018 roku przedsiębiorstwo zostało certyfikowanym eksporterem wołowiny do Chin.

## Obecnie
Obecnie „Mohylewskie Zakłady Mięsne” to nowoczesne przedsiębiorstwo o znacznych zdolnościach produkcyjnych i wysoko wykwalifikowanej kadrze. Produkuje różnego rodzaju kiełbasy, parówki, produkty spożywcze dla niemowląt, wędliny, pielmieni, czebureki oraz mięsne półprodukty. Zakłady zdobywają nagrody na krajowych i międzynarodowych konkursach.

## Miejsce martyrologii
W 1987 r. w kamieniołomie znajdującym się przy prospekcie Dimitrowa, naprzeciwko Zakładów Mięsnych, znaleziono podczas prac budowlanych masowe groby. W 1989 r. utworzono komisję, pod kierunkiem której ekshumowano szczątki ponad 500 osób. W wyniku prac potwierdzono, iż są to ofiary sowieckich organów bezpieczeństwa z lat 20 i 30 XX w. Zgodnie z archiwalnymi dokumentami w pierwszej kolejności rozstrzeliwano w tym miejscu przedstawicieli kościoła katolickiego i cerkwi prawosławnej. Krewni osób prześladowanych w okresie stalinizmu składali w miejscu egzekucji kwiaty. 4 kwietnia 1989 r. z okazji dnia pamięci przodków - Radonicy, uroczyście ustawiono drewniany ośmiometrowy krzyż. Była to inicjatywa stowarzyszenia Martyrolog Mohylewa i jego przewodniczącej Tamary Ramankowej. W 1998 r. krzyż odnowiła grupa artystów.